# Wang Guozhang
Wang Guozhang ist ein chinesischer Bahn- und Straßenradrennfahrer.
Wang Guozhang gewann 2001 die sechste Etappe bei der Tour of South China Sea. 2002 gewann er das Straßenrennen der Männer bei den Asien-Meisterschaften. In der Saison 2003 wurde er chinesischer Meister im Straßenrennen. Bei der Tour of Qinghai Lake gewann er eine Etappe und wurde Dritter der Gesamtwertung. Außerdem konnte er 2003 die erste Etappe der Tour of China für sich entscheiden. Bei der Asienmeisterschaft 2004 in Yotsukaichishi gewann Wang die Silbermedaille im Scratch.

## Erfolge
2001
- eine Etappe Tour of South China Sea

2002
- Asienmeisterschaft – Straßenrennen

2003
- Chinesischer Meister – Straßenrennen
- eine Etappe Tour of Qinghai Lake
- eine Etappe Tour of China